# Minimo di Dalton

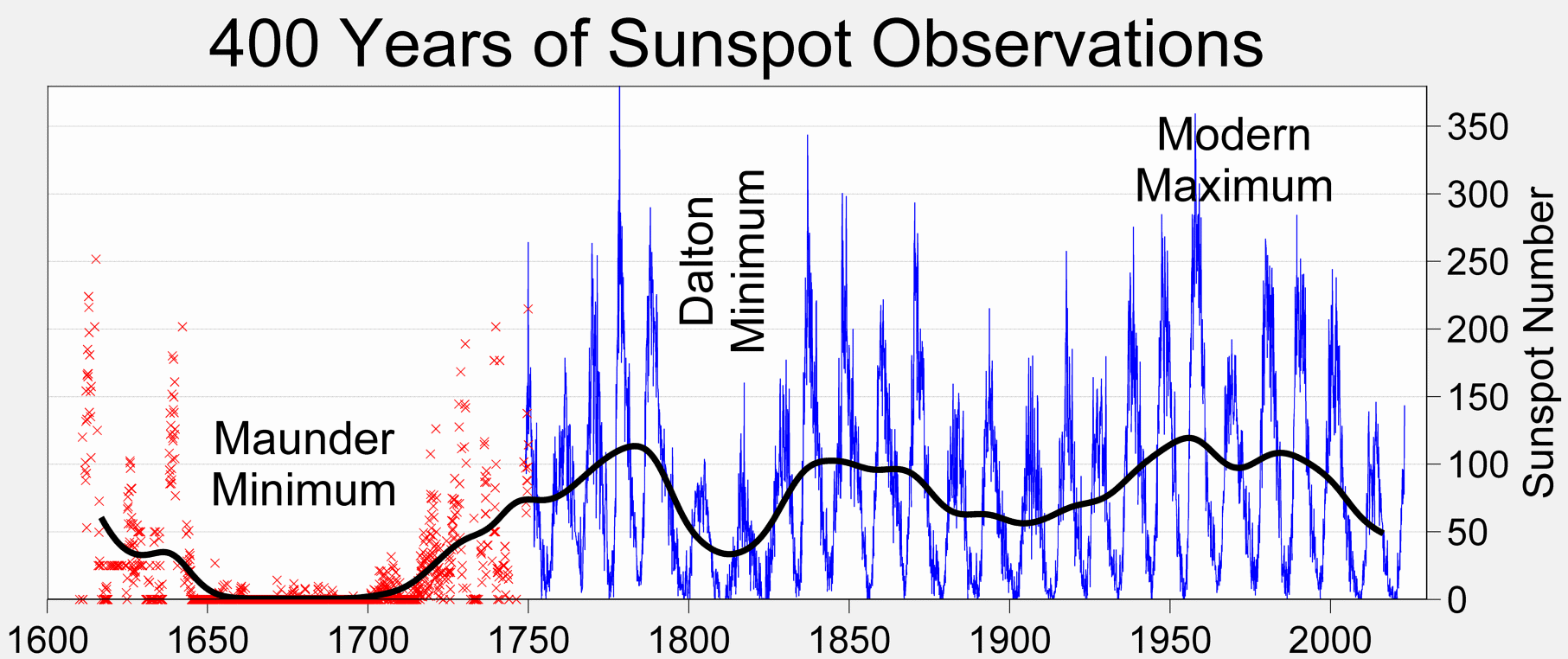
Il minimo di Dalton nel grafico del numero di macchie solari negli ultimi 400 anni

Il minimo di Dalton fu un periodo di basso numero di macchie solari e di conseguente bassa attività solare che andò dal 1790 al 1830 circa. Fu così chiamato dal nome del meteorologo inglese John Dalton che lo osservò. Sebbene il minimo di Dalton venga spesso paragonato al minimo di Maunder, a differenza di quest'ultimo il suo numero di macchie solari era leggermente più alto e riportava macchie solari distribuite in entrambi gli emisferi solari. I getti coronali sono confermati visivamente nei disegni delle eclissi di Ezra Ames e José Joaquin Ferrer nel 1806 e indicano la somiglianza del suo campo magnetico non con quello del minimo di Maunder ma con quello dei cicli solari moderni.

## Temperature
Come il minimo di Maunder e il minimo di Spörer, il minimo di Dalton coincise con un periodo di temperature globali inferiori alla media. Durante questo periodo, ci fu una variazione di temperatura di circa 1°C in Germania. La causa delle temperature inferiori alla media e la loro possibile relazione con il basso numero di macchie solari non sono ben comprese. Articoli recenti hanno suggerito che un aumento del vulcanismo era in gran parte responsabile della tendenza al raffreddamento.
Anche se l'anno senza estate, il 1816, si è verificato durante il minimo di Dalton, la ragione principale per le temperature fredde di quell'anno è stata l'eruzione altamente esplosiva del 1815 del Monte Tambora in Indonesia, che è stata una delle due più grandi eruzioni degli ultimi 2000 anni. Si deve anche considerare che l'aumento del vulcanismo può essere stato innescato da livelli più bassi di produzione solare, poiché esiste un legame debole ma statisticamente significativo tra la diminuzione della produzione solare e un aumento del vulcanismo.